# Killwhitneydead
Killwhitneydead is een Amerikaanse deathcore band uit Greensboro, North Carolina. Ze maken in bijna al hun nummers gebruik van samples uit films of series.
De samples en teksten lijken erg tegen vrouwen gericht maar dit is een fout die veel mensen maken. Op de "Scene Of The Crime" dvd uit 2006 verklaarde zanger Matt Rudzinski dat dit niet het geval is. Hij schrijft de nummers puur uit zijn persoonlijke ervaringen en hij maakt de nummers dus uit frustratie.

## Bandleden
- Matt Rudzinski - Vocals
- David Shoaf - Guitar
- Charles Matheny - Guitar
- Peter Jackson - Drums
- Josh Coe - Bass

## Discografie
- Inhaling The Breath Of A Bullet (2002)
- Never Good Enough For You (2004)
- So Pretty So Plastic (2005)
- So Plastic So Pretty (2006)
- Scene Of The Crime dvd (2006)
- Hell To Pay (2007, alleen beschikbaar bij concerten of online)
- Nothing Less Nothing More (2007)